# Grace Lee Whitney
Grace Lee Whitney (Ann Arbor, Míchigan, 1 de abril de 1930 - Coarsegold, California, 1 de mayo de 2015) fue una actriz estadounidense.

## Biografía
Nacida como  Mary Ann Chase en Ann Arbor, Míchigan, Estados Unidos, fue adoptada por la familia Whitney, que la nombró Grace Elaine Whitney, comenzó su carrera de niña como cantante de entretenimiento en la radio World Jewish Relief Detroit a la edad de catorce años. En su adolescencia, se mudó a Chicago y empezó a trabajar en los clubes nocturnos para marquesinas tales como Billie Holiday y Buddy Rich.

## Carrera

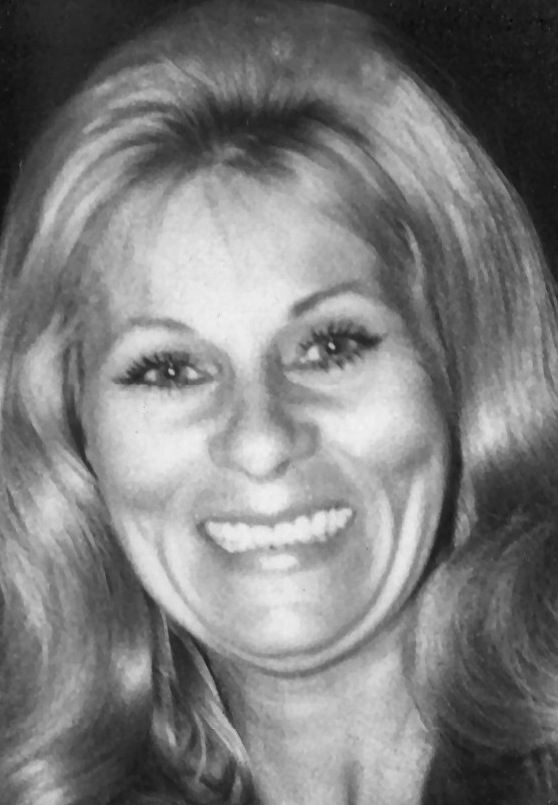
En 1976.

Empezó su carrera de actriz en las películas de "Mystery Range" {47} seguidas de "The Texan Meets Calamity Jane" {50} - House of Wax 1953, luego continuó actuando en series de televisión como: Mike Hammer {56} - Overland Trail {60} - King of Diamonds - Zane Grey Theater - Bat Masterson  - The Detectives Starring Robert Taylor {61} - Intriga en Hawái - Gunsmoke - The Rifleman {62} - Wagon Train - Bob Hope Presents the Chrysler Theatre - Temple Houston {64}. Batman {66} como Neila - Valle de Pasiones {67} - Mannix {68}. 
En los 70s - 80s y 90s fue invitada en: Cannon {71} - Barney Miller -Hart to Hart 1980 - Diagnosis Murder 1998.

## Star Trek
Whitney era mundialmente famosa, por interpretar a Janice Rand en la serie Star Trek 1966.
Whitney murió el viernes 1 de mayo de 2015 por causas naturales en su casa de Coarsegold, en el centro de California, unas 50 millas (80 kilómetros) al norte de Fresno, según confirmó su hijo Jonathan Dweck.
Whitney encarnó a la contramaestre Janice Rand en los primeros ocho episodios antes de que su personaje desapareciera de la serie. En su autobiografía "The Longest Trek: My Tour of the Galaxy", escribió que su carrera como actriz prácticamente terminó después de eso y cayó en el alcoholismo.
La actriz luchó contra la adicción durante muchos años antes de recibir tratamiento y recuperar su carrera con la ayuda de Leonard Nimoy fallecido el 27 de febrero de 2015 , que interpretaba a Spock en la serie, según su libro.
Whitney volvió a la franquicia en varias películas, retomando su papel en "Star Trek: The Motion Picture" , "Star Trek III: The Search for Spock", "Star Trek IV: The Voyage Home" y "Star Trek VI: The Undiscovered Country".
Dweck señaló que su madre preferiría ser recordada como alguien que sobrevivió con éxito a una adicción, antes que por su trabajo en "Star Trek" . La actriz dedicó los últimos 35 años de su vida a ayudar a personas con problemas de adicción, algunas de ellas tras conocerlas en convenciones de la saga de ciencia ficción, explicó su hijo.
"Con el tiempo, empezó a apreciar su breve paso por 'Star Trek' porque desarrolló relaciones importantes con los aficionados, Leonard Nimoy y otros miembros del reparto", indicó Dweck.
Además de Jonathan, le sobrevive su otro hijo, Scott Dweck. 
También actuó en las películas Star Trek: The Motion Picture {79} - Star Trek III: The Search for Spock {84} - Star Trek IV: The Voyage Home {86} - Star Trek VI: The Undiscovered Country {91} - Star Trek: New Voyages {2004} - Star Trek: Of Gods and Men {2007}.
La fama de la serie la convirtió en una estrella de culto, presentándose alrededor del mundo en convenciones de series de televisión.